# 内閣総理大臣夫人
内閣総理大臣夫人（ないかくそうりだいじんふじん）は、日本の内閣総理大臣の配偶者のことである。2024年10月1日現在、日本の歴代内閣総理大臣65人は全員男性であるため、その配偶者である女性を示す用語として使われている。

## 概説
内閣総理大臣夫人は内閣総理大臣の配偶者である。その人物が私人である場合でも、首相の外遊への随行や、災害被災地の慰問、文化事業の視察、運動競技の参観、来賓の歓迎行事や晩餐会などへの随伴、また首相の名代として参加することがある。しかし内閣総理大臣夫人は公職ではなく、その公的活動の根拠となる法律も存在しないため、日本を代表して公的行事に参加することに対しては議論がある。
日本では首相夫人の活動をサポートする予算や法律は特に存在しないが、公的な活動にかかる費用については「国家公務員等の旅費に関する法律」等の法律に基いて財務省が定めた運用方針に従い拠出される。
第1次安倍内閣では、首相官邸を拠点に活動する安倍晋三首相と首相公邸を拠点に「ファーストレディ」として積極的な活動を見せた昭恵夫人との連絡調整を主な任務とする「首相公邸連絡調整官」が設けられ、首相夫人をサポートする体制が整えられた。次の福田内閣（福田康夫首相・貴代子夫人）にて廃止されたが、第2次安倍内閣が発足すると内閣総理大臣夫人付として復活した。
日本では総理夫人の活動が大きく報道されることは少ないが、公的な活動に積極的に参加する首相夫人も少なくはなく、「ジャパンズ・ファーストレディ（Japan's first lady）」の呼称とともにメディアに露出する機会も増えつつある。
第3次安倍内閣では、2017年3月に「『内閣総理大臣夫人』は、公人ではなく私人であると認識している」とする答弁書を閣議決定した。
1989年の宇野内閣以降は内閣総理大臣夫人も資産公開制度の対象となっている。

## 内閣総理大臣夫人の一覧
| 代 | 画像 | 総理夫人名         | 夫の在任期間 | 夫 （総理）    |
| -- | --- | ------------------ | --- | -------------- |
| 1  | Umeko Ito.jpg                                                                                            | 伊藤梅子           | 1885年12月22日 - 1888年4月30日 1892年8月8日 - 1896年8月31日 1898年1月12日 - 1898年6月30日 1900年10月19日 - 1901年5月10日 | 伊藤博文       |
| 2  | Countess kuroda takiko.jpg                                                                               | 黒田滝子           | 1888年4月30日 - 1889年10月25日                                                                                           | 黑田清隆       |
| 3  | Tomoko Yamagata 1 (cropped).jpg                                                                          | 山縣友子           | 1889年12月24日 - 1891年5月6日                                                                                            | 山縣有朋       |
| 4  | Misako Matsukata oil painting.jpg                                                                        | 松方満佐子         | 1891年5月6日 - 1892年8月8日 1896年9月18日 - 1898年1月12日                                                                | 松方正義       |
| 5  | Ohkuma Ayako.jpg                                                                                         | 大隈綾子           | 1898年6月30日 - 1898年11月8日 1914年4月16日 - 1916年10月9日                                                              | 大隈重信       |
| -  | （不在）                                                                                                 | （不在）           | 1898年11月8日 - 1900年10月19日                                                                                           | 山縣有朋       |
| 6  | Kanako Katsura, October 1912.jpg                                                                         | 桂可那子           | 1901年6月2日 - 1906年1月7日 1908年7月14日 - 1911年8月30日 1912年12月21日 - 1913年2月20日                                 | 桂太郎         |
| -  | （不在）                                                                                                 | （不在）           | 1906年1月7日 - 1908年7月14日 1911年8月30日 - 1912年12月21日                                                              | 西園寺公望     |
| 7  | Tokiko Yamamoto.jpg                                                                                      | 山本登喜子         | 1913年2月20日 - 1914年4月16日 1923年9月2日 - 1924年1月7日                                                                | 山本權兵衛     |
| 8  | Replace this image JA.svg                                                                                | 寺内タキ           | 1916年10月9日 - 1918年9月29日                                                                                            | 寺内正毅       |
| 9  | Mrs. Hara Asako 1921.jpg                                                                                 | 原浅               | 1918年9月29日 - 1921年11月4日                                                                                            | 原敬           |
| 10 | Shinako Takahashi.jpg                                                                                    | 高橋品子           | 1921年11月13日 - 1922年6月12日                                                                                           | 高橋是清       |
| 11 | Replace this image JA.svg                                                                                | 加藤キヨ子         | 1922年6月12日 - 1923年8月24日                                                                                            | 加藤友三郎     |
| 12 | Tōko Kiyoura.jpg                                                                                         | 清浦錬子           | 1924年1月7日 - 1924年6月11日                                                                                             | 清浦奎吾       |
| 13 | Replace this image JA.svg                                                                                | 加藤春路           | 1924年6月11日 - 1926年1月28日                                                                                            | 加藤高明       |
| 14 | Replace this image JA.svg                                                                                | 若槻徳子           | 1926年1月30日 - 1927年4月20日 1931年4月14日 - 1931年12月13日                                                             | 若槻禮次郎     |
| 15 | Replace this image JA.svg                                                                                | 田中壽天           | 1927年4月20日 - 1929年7月2日                                                                                             | 田中義一       |
| 16 | Replace this image JA.svg                                                                                | 濱口夏             | 1929年7月2日 - 1931年4月14日                                                                                             | 濱口雄幸       |
| 17 | Replace this image JA.svg                                                                                | 犬養千代子         | 1931年12月13日 - 1932年5月16日                                                                                           | 犬養毅         |
| 18 | Replace this image JA.svg                                                                                | 斎藤春子           | 1932年5月26日 - 1934年7月8日                                                                                             | 齋藤實         |
| -  | （不在）                                                                                                 | （不在）           | 1934年7月8日 - 1936年3月9日                                                                                              | 岡田啓介       |
| 19 | Shizuko Hirota.jpg                                                                                       | 廣田静子           | 1936年3月9日 - 1937年2月2日                                                                                              | 廣田弘毅       |
| 20 | Replace this image JA.svg                                                                                | 林初治             | 1937年2月2日 - 1937年6月4日                                                                                              | 林銑十郎       |
| 21 | Chiyoko Konoe (cropped).jpg                                                                              | 近衞千代子         | 1937年6月4日 - 1939年1月5日 1940年7月22日 - 1941年10月18日                                                               | 近衞文麿       |
| -  | （不在）                                                                                                 | （不在）           | 1939年1月5日 - 1939年8月30日                                                                                             | 平沼騏一郎     |
| 22 | Mitsuko Abe.jpg                                                                                          | 阿部ミツ           | 1939年8月30日 - 1940年1月16日                                                                                            | 阿部信行       |
| 23 | Replace this image JA.svg                                                                                | 米内こま           | 1940年1月16日 - 1940年7月22日                                                                                            | 米内光政       |
| 24 | Katsuko Tojo 1941.jpg                                                                                    | 東條かつ子         | 1941年10月18日 - 1944年7月22日                                                                                           | 東條英機       |
| 25 | Replace this image JA.svg                                                                                | 小磯馨子           | 1944年7月22日 - 1945年4月7日                                                                                             | 小磯國昭       |
| 26 | Replace this image JA.svg                                                                                | 鈴木たか           | 1945年4月7日 - 1945年8月17日                                                                                             | 鈴木貫太郎     |
| 27 | Princess Higashikuni Toshiko.jpg                                                                         | 稔彦王妃聰子内親王 | 1945年8月17日 - 1945年10月9日                                                                                            | 東久邇宮稔彦王 |
| 28 | Replace this image JA.svg                                                                                | 幣原雅子           | 1945年10月9日 - 1946年5月22日                                                                                            | 幣原喜重郎     |
| 29 | Replace this image JA.svg                                                                                | 吉田喜代           | 1946年5月22日 - 1947年5月24日 1948年10月15日 - 1954年12月10日                                                            | 吉田茂         |
| 30 | Replace this image JA.svg                                                                                | 片山菊江           | 1947年5月24日 - 1948年3月10日                                                                                            | 片山哲         |
| 31 | Ashida Sumiko.JPG                                                                                        | 芦田寿美           | 1948年3月10日 - 1948年10月15日                                                                                           | 芦田均         |
| 32 | Kaoru Hatoyama, chancellor of the Kyoritsu Women's Educational Institution (1938).jpg                    | 鳩山薫             | 1954年12月10日 - 1956年12月23日                                                                                          | 鳩山一郎       |
| 33 | Replace this image JA.svg                                                                                | 石橋うめ           | 1956年12月23日 - 1957年2月25日                                                                                           | 石橋湛山       |
| 34 | Yoshiko Kishi.jpg                                                                                        | 岸良子             | 1957年2月25日 - 1960年7月19日                                                                                            | 岸信介         |
| 35 | Mitsue Ikeda.jpg                                                                                         | 池田満枝           | 1960年7月19日 - 1964年11月9日                                                                                            | 池田勇人       |
| 36 | Hiroko Satou Family1.jpg                                                                                 | 佐藤寛子           | 1964年11月9日 - 1972年7月7日                                                                                             | 佐藤榮作       |
| 37 | Hana Tanaka.jpg                                                                                          | 田中はな           | 1972年7月7日 - 1974年12月9日                                                                                             | 田中角榮       |
| 38 | Mutsuko Miki, 1975.jpg                                                                                   | 三木睦子           | 1974年12月9日 - 1976年12月24日                                                                                           | 三木武夫       |
| 39 | Replace this image JA.svg                                                                                | 福田三枝           | 1976年12月24日 - 1978年12月7日                                                                                           | 福田赳夫       |
| 40 | Shigeko Ohira.jpg                                                                                        | 大平志げ子         | 1978年12月7日 - 1980年6月12日                                                                                            | 大平正芳       |
| 41 | Replace this image JA.svg                                                                                | 鈴木さち           | 1980年7月17日 - 1982年11月27日                                                                                           | 鈴木善幸       |
| 42 | Tsutako Nakasone.jpg                                                                                     | 中曽根蔦子         | 1982年11月27日 - 1987年11月6日                                                                                           | 中曾根康弘     |
| 43 | Naoko Takeshita.jpg                                                                                      | 竹下直子           | 1987年11月6日 - 1989年6月3日                                                                                             | 竹下登         |
| 44 | Replace this image JA.svg                                                                                | 宇野千代           | 1989年6月3日 - 1989年8月10日                                                                                             | 宇野宗佑       |
| 45 | Sachiyo Kaifu 19910416.jpg                                                                               | 海部幸世           | 1989年8月10日 - 1991年11月5日                                                                                            | 海部俊樹       |
| 46 | Replace this image JA.svg                                                                                | 宮澤庸子           | 1991年11月5日 - 1993年8月9日                                                                                             | 宮澤喜一       |
| 47 | Kayoko Hosokawa 20090216.jpg                                                                             | 細川佳代子         | 1993年8月9日 - 1994年4月28日                                                                                             | 細川護熙       |
| 48 | Replace this image JA.svg                                                                                | 羽田綏子           | 1994年4月28日 - 1994年6月30日                                                                                            | 羽田孜         |
| 49 | Replace this image JA.svg                                                                                | 村山ヨシヱ         | 1994年6月30日 - 1996年1月11日                                                                                            | 村山富市       |
| 50 | Kumiko Hashimoto - Bannsan.gif                                                                           | 橋本久美子         | 1996年1月11日 - 1998年7月30日                                                                                            | 橋本龍太郎     |
| 51 | Chizuko Obuchi 19990504.jpg                                                                              | 小渕千鶴子         | 1998年7月30日 - 2000年4月5日                                                                                             | 小渕恵三       |
| 52 | Chieko Mori 200011 ASEAN+3 5.jpg                                                                         | 森智恵子           | 2000年4月5日 - 2001年4月26日                                                                                             | 森喜朗         |
| -  | （不在）                                                                                                 | （不在）           | 2001年4月26日 - 2006年9月26日                                                                                            | 小泉純一郎     |
| 53 | Akie_Abe.jpg                                                                                             | 安倍昭恵           | 2006年9月26日 - 2007年9月26日 2012年12月26日 - 2020年9月16日                                                             | 安倍晋三       |
| 54 | Kiyoko Fukuda 20080707.jpg                                                                               | 福田貴代子         | 2007年9月26日 - 2008年9月24日                                                                                            | 福田康夫       |
| 55 | Chikako Asō.jpg                                                                                          | 麻生ちか子         | 2008年9月24日 - 2009年9月16日                                                                                            | 麻生太郎       |
| 56 | Miyuki Hatoyama.jpg                                                                                      | 鳩山幸             | 2009年9月16日 - 2010年6月8日                                                                                             | 鳩山由紀夫     |
| 57 | Nobuko Kan 20100625canada1.jpg                                                                           | 菅伸子             | 2010年6月8日 - 2011年9月2日                                                                                              | 菅直人         |
| 58 | Hitomi Noda.jpg                                                                                          | 野田仁実           | 2011年9月2日 - 2012年12月26日                                                                                            | 野田佳彦       |
| 59 | Mariko Suga cropped 1 Mariko Suga Yoshihide Suga Nguyen Xuan Phuc and Tran Thi Nguyet Thu 20201019 2.jpg | 菅真理子           | 2020年9月16日 - 2021年10月4日                                                                                            | 菅義偉         |
| 60 | Yuko Kishida 26032022.jpg                                                                                | 岸田裕子           | 2021年10月4日 - 2024年10月1日                                                                                            | 岸田文雄       |
| 61 | Yoshiko Ishiba 20250110.jpg                                                                              | 石破佳子           | 2024年10月1日 - 現職 | 石破茂         |

## ギャラリー

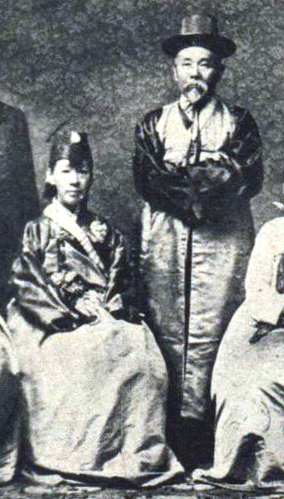
韓国統監時代、韓国の民族衣装を着て記念撮影におさまる伊藤博文統監と梅子夫人、1906(明治39)年頃か
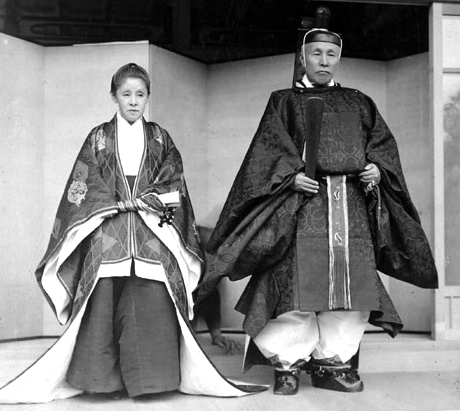
大正天皇の即位大礼にのぞむ大隈重信総理と綾子夫人、 1915(大正4)年11月10日
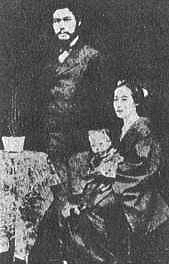
山本權兵衛総理と登喜子夫人、1880(明治13)年
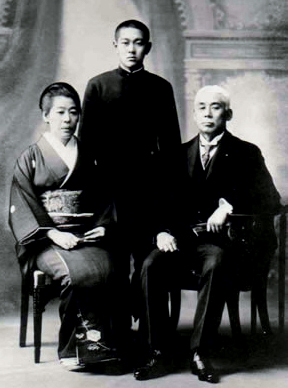
養継嗣・貢と家族の肖像におさまる原敬総理と淺夫人、 1918(大正7)年12月17日
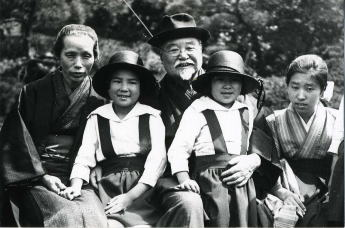
家族とともに写真におさまる高橋是清政友会総裁と品夫人。子爵（華族爵位）を返上し衆議院議員選挙に初当選した直後のもの、1924(大正13)年
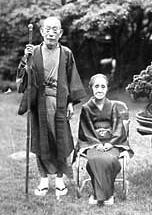
晩年の清浦奎吾・伯爵（華族爵位）と錬子夫人 (年代不詳)
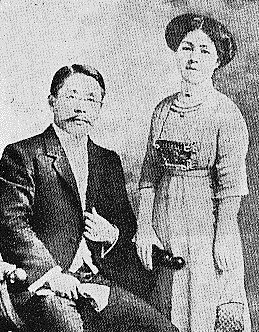
イギリス・ロンドン駐在時代の廣田弘毅・外交官と静子夫人、1909(明治42)年
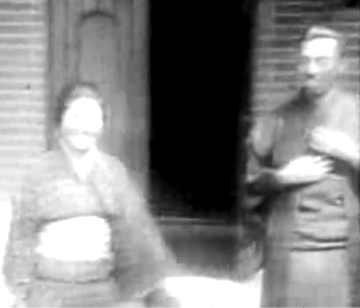
自宅前でくつろぐ近衞文麿・公爵（華族爵位）と千代子夫人、 1930年代(昭和5-14年頃)
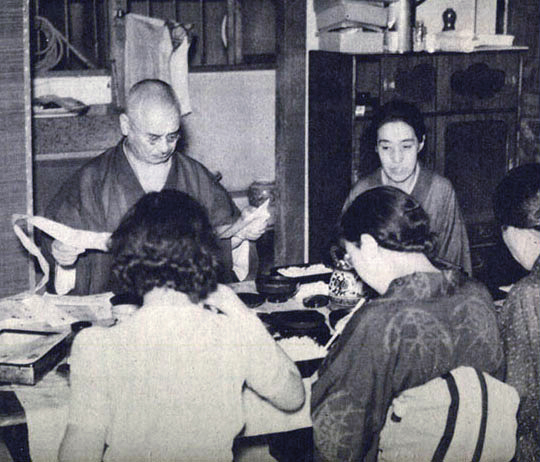
組閣大命が降下した日、家族と食卓を囲む阿部信行・陸軍大将とみつ子夫人、 1939(昭和14)年8月28日
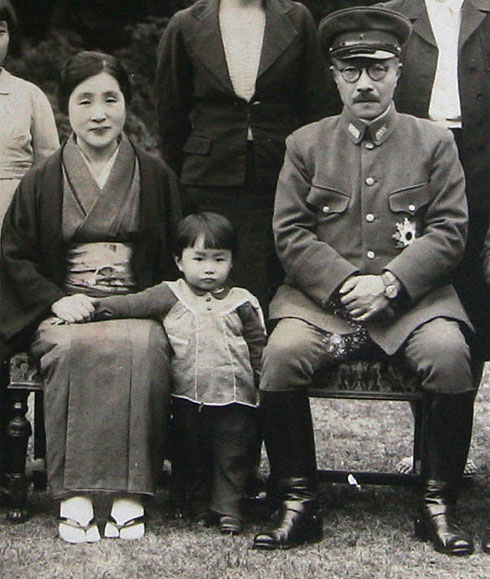
孫の由布子と記念撮影におさまる東條英機総理とかつ子夫人、1941(昭和16)年
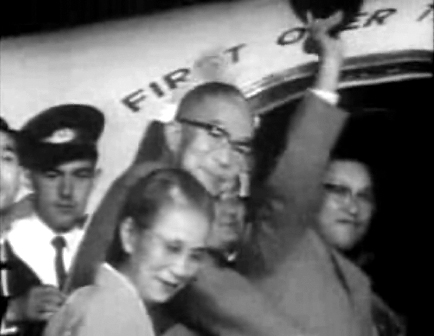
日ソ共同宣言の調印のため羽田空港からソ連(現：ロシア連邦)・モスクワへ旅立つ鳩山一郎総理と薫夫人、1956(昭和31)年10月7日
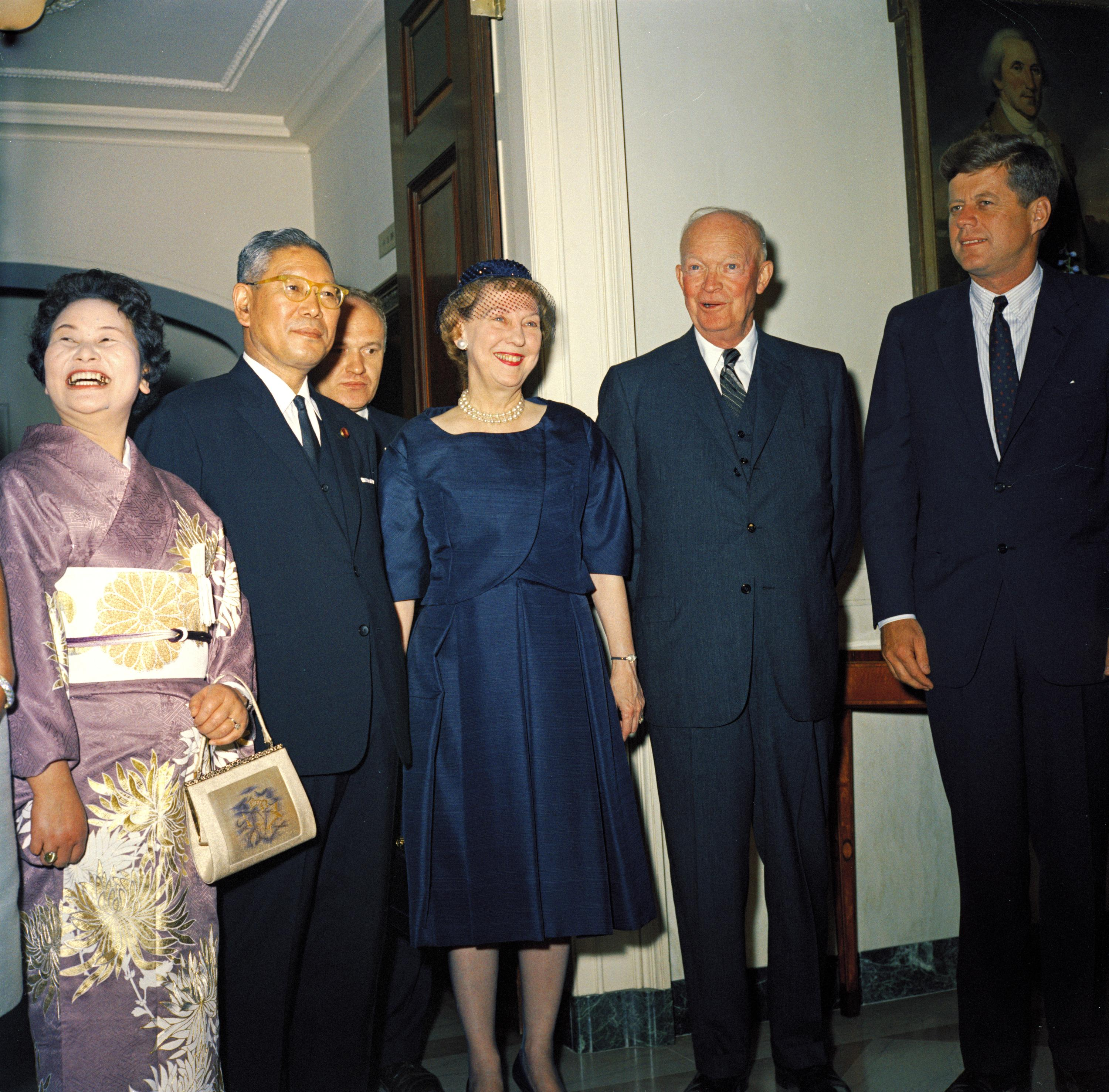
ホワイトハウスにてドワイト・D・アイゼンハワー・マミー・アイゼンハワー元大統領夫妻、ジョン・F・ケネディ大統領と並ぶ、池田勇人総理と満枝夫人、1961(昭和36)年6月21日
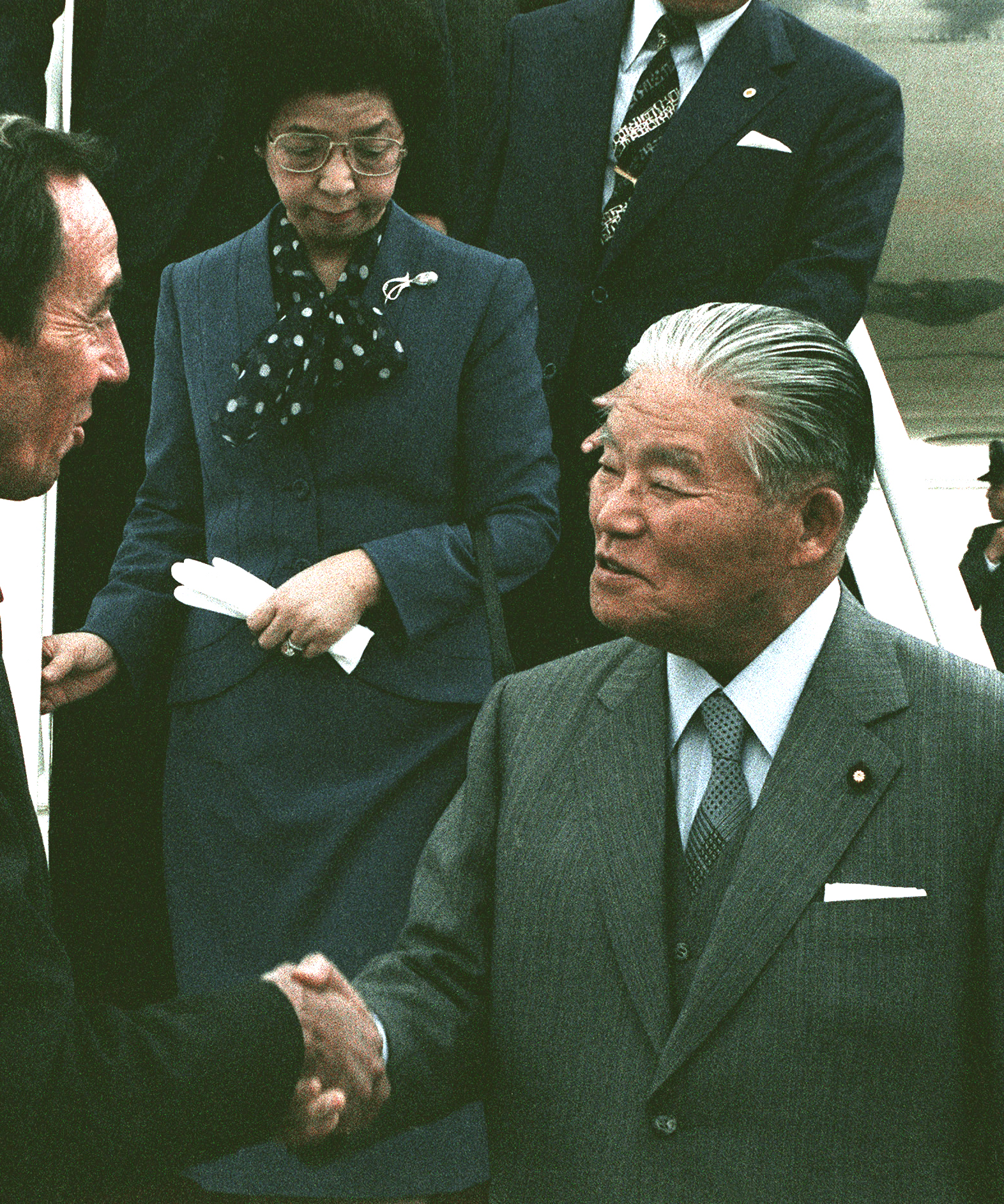
日米首脳会談に臨むため米国ワシントンD.C.郊外・メリーランド州のアンドルーズ空軍基地に到着した大平正芳総理と志げ子夫人、1980(昭和55)年1月1日
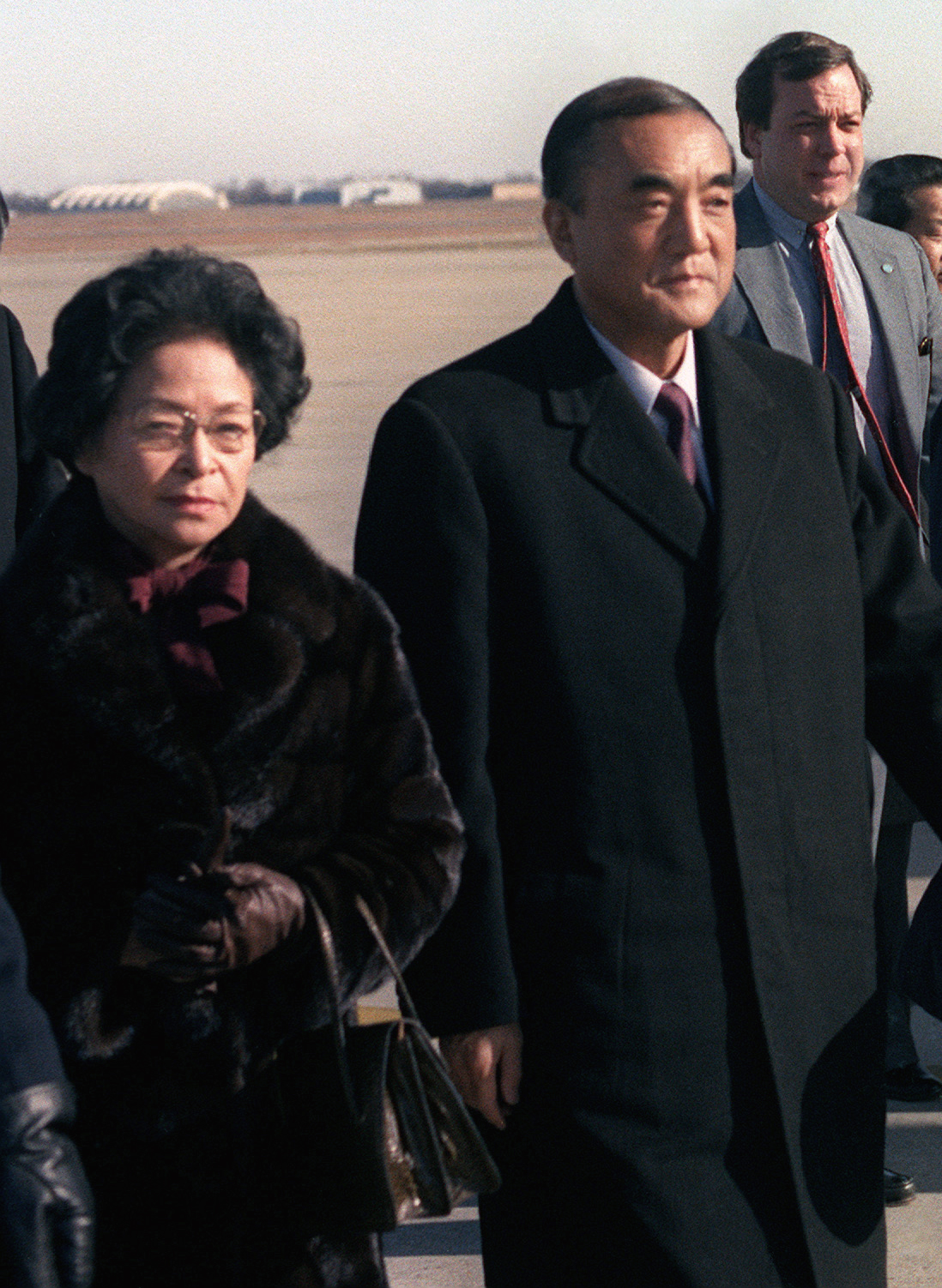
日米首脳会談を終えアンドルーズ空軍基地から帰路につく中曾根康弘総理と蔦子夫人、 1983(昭和58)年1月21日
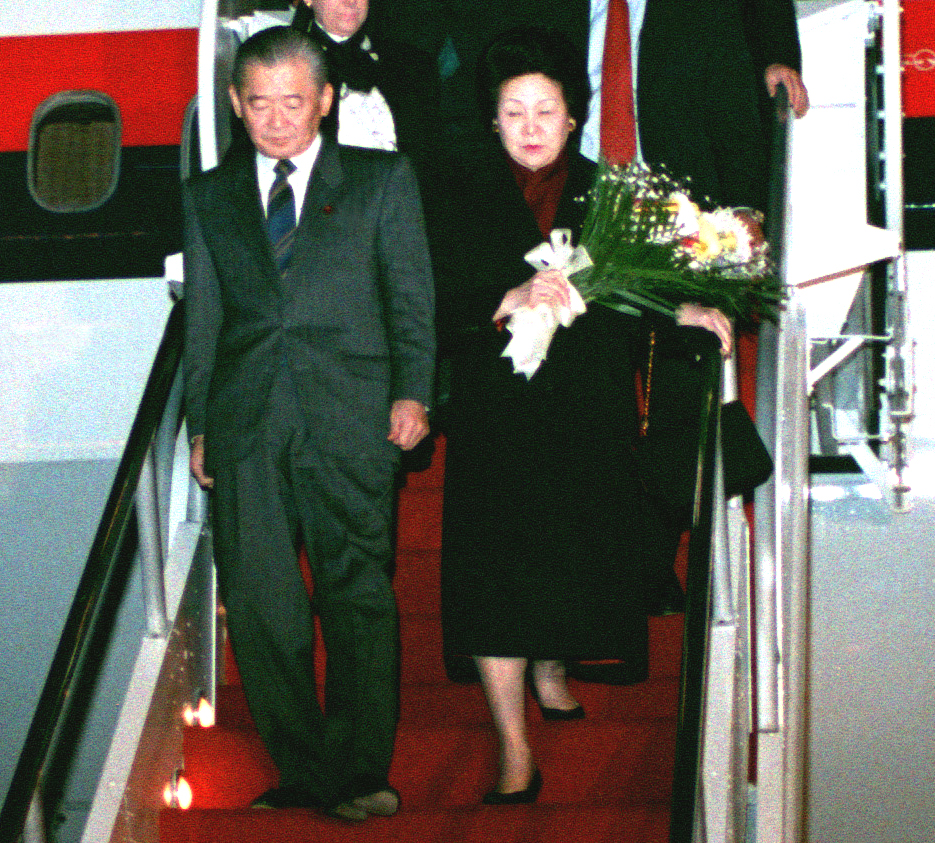
日米首脳会談に臨むためアンドルーズ空軍基地に到着した竹下登総理と直子夫人、 1989(平成元)年2月2日
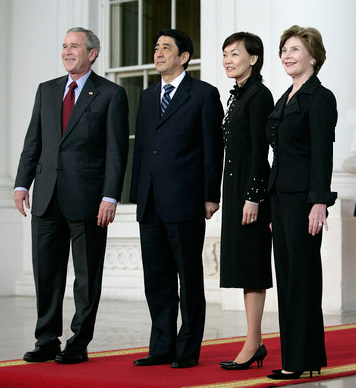
ホワイトハウスでブッシュ大統領とローラ夫人の出迎えを受ける安倍晋三総理と昭恵夫人、 2007(平成19)年4月26日
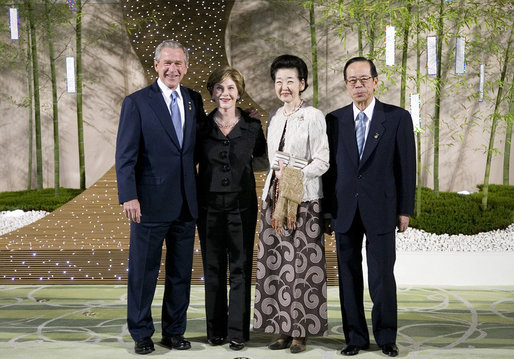
洞爺湖サミットでブッシュ大統領夫妻を迎える福田康夫総理と貴代子夫人、2008(平成20)年7月8日
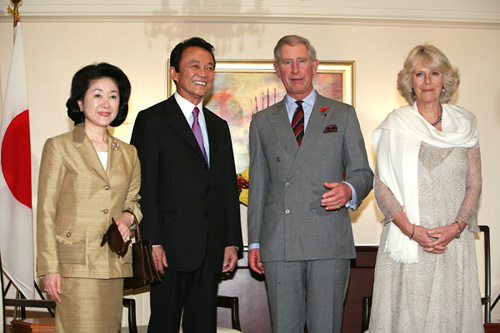
東京都内でチャールズ3世（当時皇太子）・カミラ夫人と並ぶ麻生太郎総理とちか子夫人、2008(平成20)年10月29日
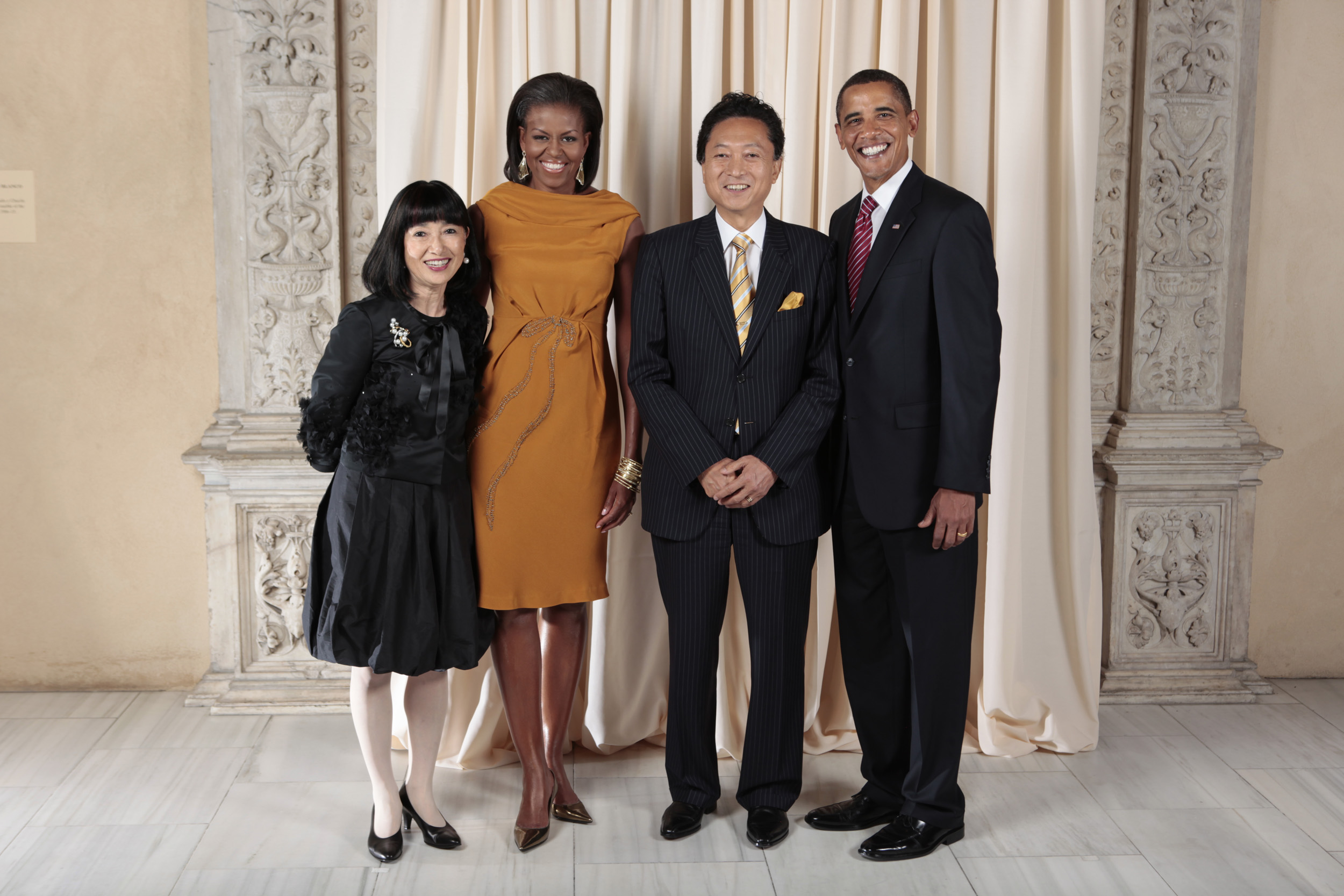
メトロポリタン美術館でバラク・オバマ大統領・ミシェル夫人と並ぶ鳩山由紀夫総理と幸夫人、2009(平成21)年9月23日
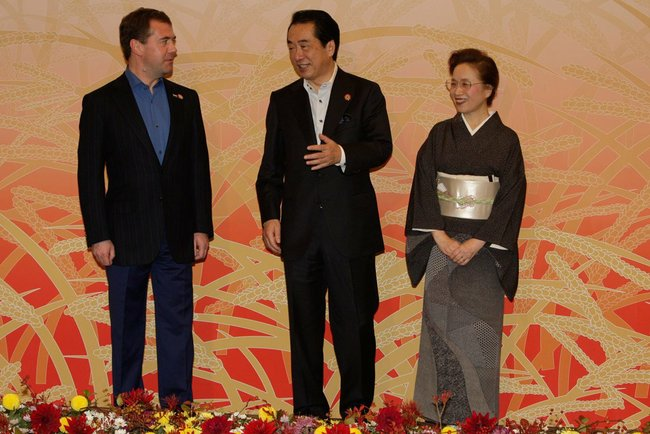
2010年日本APECでドミートリー・メドヴェージェフ大統領と並ぶ菅直人総理と伸子夫人、2010(平成22)年11月3日
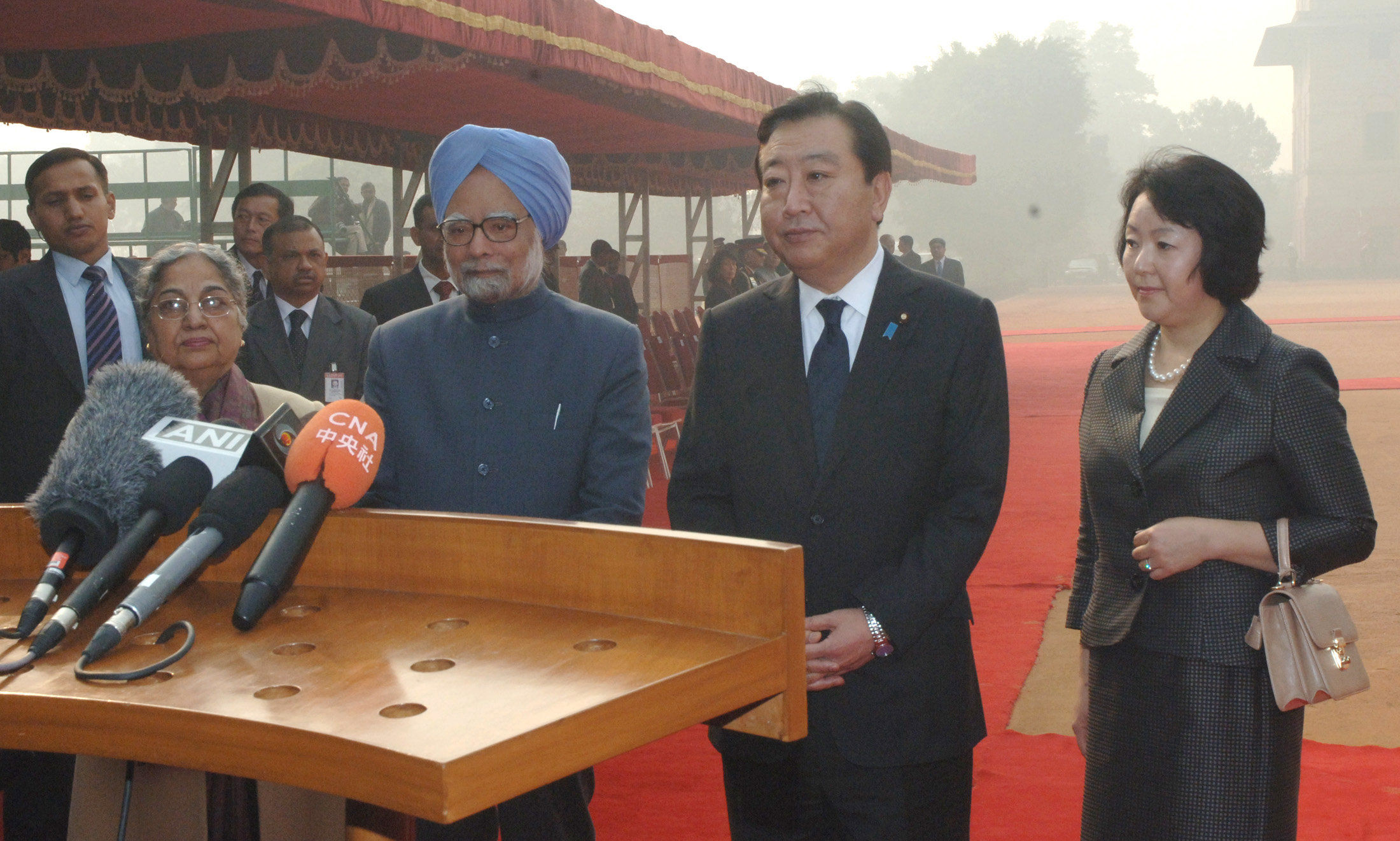
インドでマンモハン・シン大統領夫妻、野田佳彦総理と野田仁実夫人、2011(平成23)年12月28日
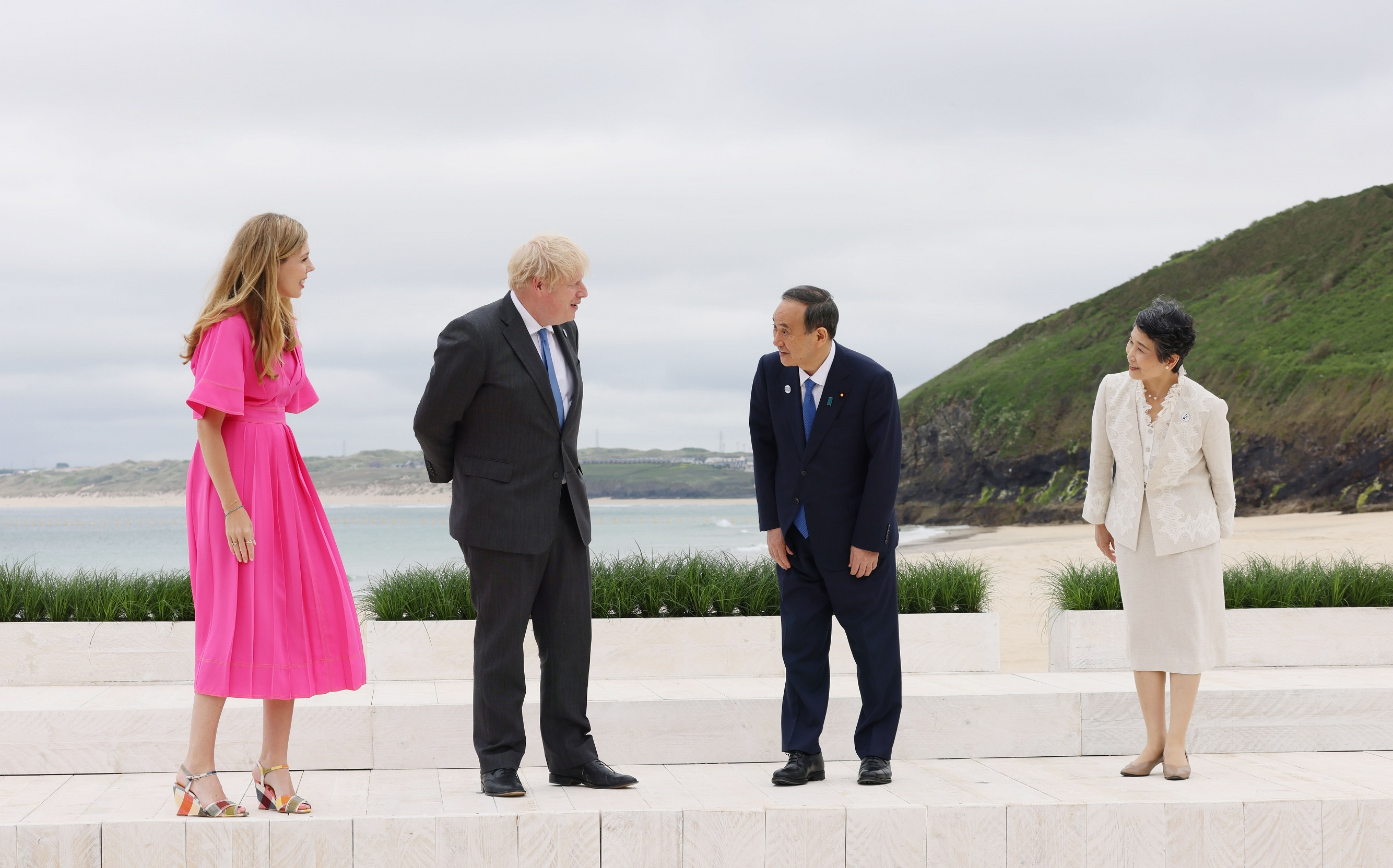
2021年G7サミットでボリス・ジョンソン英首相夫妻に挨拶する菅義偉総理と真理子夫人、2021(令和3)年6月11日
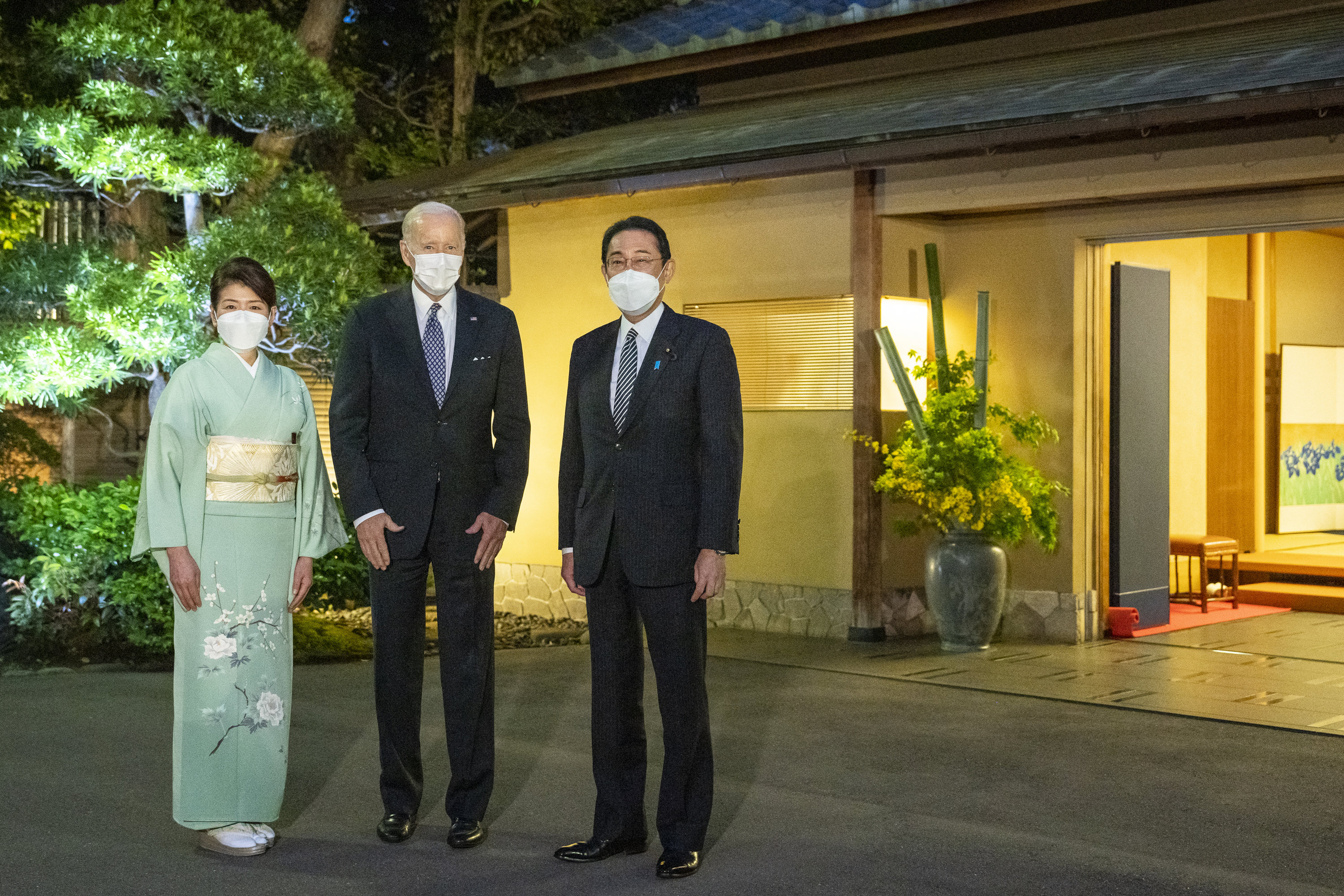
八芳園でジョー・バイデン大統領と並ぶ岸田文雄総理と裕子夫人、2022(令和4)年5月23日